# Orthonama costovata
Orthonama costovata är en fjärilsart som beskrevs av Barend J. Lempke 1950. Orthonama costovata ingår i släktet Orthonama och familjen mätare. Inga underarter finns listade i Catalogue of Life.